# 但茱迪
但茱迪（英語：Judy Dan，1931年9月9日—），1931年在中華民國上海市出生，在英屬香港長大，她於1952年舉行的第四屆香港小姐競選奪得冠軍，同年6月代表香港參加第一屆環球小姐競選並取得殿軍，同時她也是首位角逐環球小姐的華人佳麗，更是首位獲得名次的華人參賽者，她之後在美國出演了數部電影，及後在當地定居，成為美國華人。但茱迪的父母分別是電影導演及女影星，因此但茱迪也是首位「星二代」香港小姐冠軍。

## 家庭
但茱迪出生於上海成長於香港，出身於香港一個演藝之家，父親是中國導演和書畫家但杜宇，母親是電影明星殷明珠，胞姊但慶蘋是影星馮應湘之妻子。
但茱迪在香港聖瑪利學校中學部畢業。她在報名香港小姐選舉時在國泰航空從事地勤工作。

## 選美

### 1952年香港小姐競選

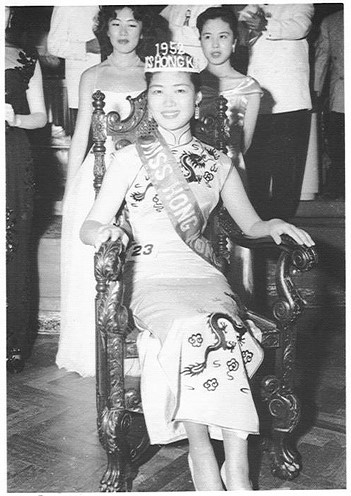
坐在寶座上及剛接受加冕的1952年香港小姐冠軍但茱迪。

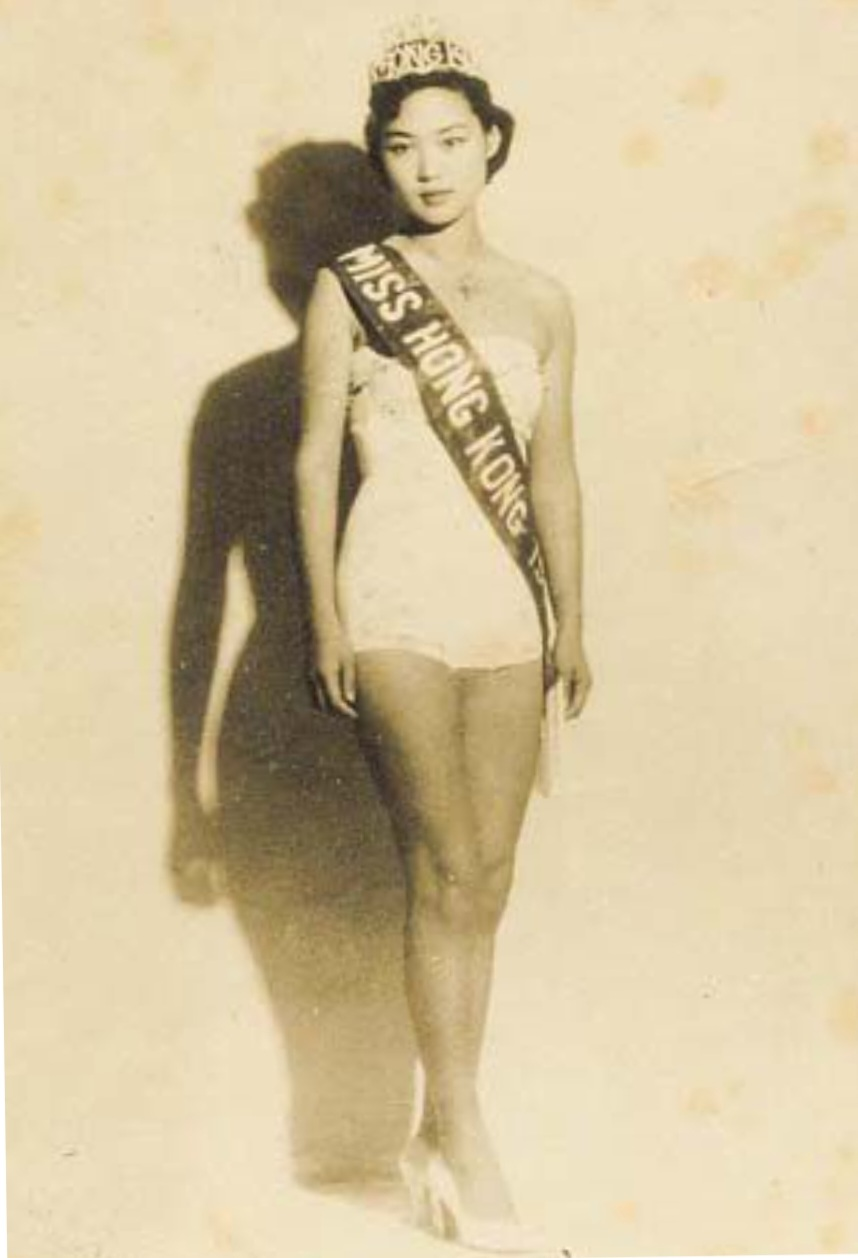
1952年香港小姐冠軍但茱迪的泳裝照，本照片在她當選香港小姐後，為準備在同年6月參加環球小姐而拍攝。

1952年香港應邀派代表到美國參加環球小姐選美大賽，泛美航空、美國卡她麗娜游泳服裝、香港星系報業及麗池花園夜總會於是牽頭組成1952年香港小姐籌備委員會，在麗池花園夜總會舉辦香港小姐競選，4月完成招募參賽佳麗，5月初開始舉行香港小姐競選初賽、複賽及決賽，務求在5月內選出香港小姐，以便趕及參加在6月下旬舉行的環球小姐。
1952年4月，當年21歲的但茱迪瞞著父母報名參加1952年度香港小姐競選，母親殷明珠得知後一度要求她退選，但茱迪經歷初賽及複賽，於5月26日晉級將於5月30日晚舉行的決賽，當母親得知但茱迪闖入最後五強，終於改變立場，支持女兒繼續參賽，亦有傳言稱但茱迪的父親但杜宇得知她參加香港小姐後，並未有如母親般要求女兒退賽，還在但茱迪晉級決賽後，為她度身訂做了一件繡上兩條鳥龍的黃天鵝絨的旗袍，供女兒在決賽的晚禮服環節穿上，這件充滿東方情懷的禮服，被部分媒體認為是但茱迪在決賽的最後一個回合，晚禮服環節爭得第一名，成功在競爭激烈的決賽中，突圍而出當選香港小姐的因素之一，但茱迪當晚也是穿著這件旗袍加冕為1952年香港小姐冠軍。另有傳媒猜測因為這屆港姐競選的五人評判團全為女性，而且當中的四位評判是歐美白人（一位法國人、一位美國人和兩位英國人），但茱迪較扁的鼻子在她們眼中不一定是缺點，而是東方女性的特徵及一種「東方美」，因而產生與香港華語媒體預測有別的爆冷賽果。

### 1952年環球小姐選美大賽
當選香港小姐後，但茱迪於6月2日在美國環球電影的香港辦公室簽署代表香港出選環球小姐的合約，由港姐主辦機構保薦到美國加州長灘參加首屆環球小姐選美大賽，她在6月啟程前，東亞銀行主席兼創辦人周壽臣爵士為她舉辦午餐會餞行。但茱迪乘坐泛美航空安排的航班飛往美國加州，期間航機中停菲律賓馬尼拉，接載同樣參加1952年環球小姐的菲律賓佳麗一同赴美，航機飛越太平洋期間曾經停留夏威夷檀香山加油。抵達美國加州後，她曾經出席花車巡遊等活動，首屆環球小姐競選於1952年6月28日在長灘市政廳大會堂舉行，30多位來自世界各地的當地冠軍佳麗競逐環姐名次，但茱迪代表香港奪得殿軍（環球小姐設首五名獎項）。

## 移民美國
但茱迪取得1952年環球小姐第四名，也是當屆環姐取得最高名次的亞洲佳麗，故此在美國獲得環球電影公司邀請簽署演員合約，在數部電影中演出，之後淡出電影圈，不久在美國與一位姓胡的華僑結婚，留在美國生活，她於1955年在美國產下女兒。但茱迪此後偶爾參與電影拍攝，包括在1967年美國電影屠龍（Kill a Dragon）演出，並因為這部美國電影主要在香港取景而回到香港拍攝，至1960年代末她才息影退出影壇。

## 曾參加選美比賽
- 1952年香港小姐冠軍
- 1952年環球小姐殿軍（第4名）

## 曾拍攝電影
- 國王與我：飾演一個嬪妃，與奧斯卡金像獎美國男演員尤·伯連納同場演出。